# Maladera pokharae
Maladera pokharae är en skalbaggsart som beskrevs av Ahrens 2004. Maladera pokharae ingår i släktet Maladera och familjen Melolonthidae. Inga underarter finns listade i Catalogue of Life.